# Dendropsophus cruzi
Dendropsophus cruzi is een kikker uit de familie boomkikkers (Hylidae).

## Vondst en naamgeving
De soort werd voor het eerst wetenschappelijk beschreven door José Perez Pombal Jr. & Rogério Pereira Bastos in 1998. Zij noemden deze kikker Dendropsophus cruzi ter ere van de Braziliaanse herpetoloog Carlos Alberto Gonçalves da Cruz.
Het holotype, MNRJ 21782, is gevonden in de Braziliaanse stad Silvânia. Na de vondst werd het naar het Nationaal Museum van Brazilië gebracht.

## Verspreiding en leefgebied
Dendropsophus cruzi komt voor in het bioom Cerrado in de Braziliaanse staten Goiás en Mato Grosso do Sul alsook in het departement Santa Cruz in Bolivia. Zijn natuurlijke habitat is droge savanne, vochtige savanne, moerassen, zoetwater moerassen en intermitterende zoetwatermoerassen. Daarnaast is deze kikker ook te vinden in weilanden, landelijke tuinen, sloten, vijvers en grachten.

## Status
De kikker wordt bedreigd door habitatverlies, maar omdat vermoedelijk de populaties in aantal niet afnemen staat Dendropsophus cruzi als niet bedreigd op de Rode Lijst van de IUCN.